# Mehdi Lallaoui
Mehdi Lallaoui, né en 1956 ou en 1958 à Argenteuil, est un écrivain et réalisateur français dont les productions ont pour thèmes les mémoires ouvrières (particulièrement celle de l'immigration algérienne), les mémoires urbaines et la mémoire coloniale.

## Biographie
En 1956 ou en 1958, il naît à Argenteuil au sein d'une famille d'origine algérienne,. Son père, ouvrier spécialisé (OS), participe à la manifestation pacifique du 17 octobre 1961 au cours de laquelle il est passé à tabac et laissé pour mort par la police française. Ce fait, dont il n'est informé qu'à la fin des années 1970, va structurer son engagement militant par la suite.    
En 1983, il fait partie des organisateurs de la première marche pour l'égalité.   
Après être passé par diverses organisations syndicales (CGT, CFDT) et politiques (PCF, PSU, LCR) de gauche et d'extrême gauche, il décide de se lancer en dehors des partis traditionnels au milieu des années 1980. Il est notamment candidat autonome aux élections régionales de 1986 et aux élections législatives de 1988. 
En 1989, il dirige le mouvement associatif Black Blanc Beur en région parisienne.
En 1990, il co-fonde, avec Samia Messaoudi et Benjamin Stora, l'association Au nom de la mémoire.
En 2010, il est juré du Prix littéraire de la Porte Dorée.
En mai 2015, il est interviewé pour l'émission de France Culture Du grain à moudre intitulée « France/Algérie : que commémorer ensemble ? »

## Filmographie
2021 sur les traces de  frantz  fanon 
- 1991 : Le Silence du fleuve, 17 octobre 1961, avec Agnès Denis (documentaire, 52 min)
- 1992 : Du bidonville aux HLM, avec Agnès Denis (documentaire, 51 min)
- 1994 : Kabyles du Pacifique (documentaire, 52 min)
- 1995 : Les Massacres de Sétif, un certain 8 mai 1945 (documentaire, 52 min)
- 1997 : D'ici et d'ailleurs (documentaire, 56 min)
- 1997 : Du pain et de la liberté (documentaire, 56 min)
- 1997 : Étranges étrangers (documentaire, 56 min)
- 1998 : Les Poilus d'ailleurs (documentaire, version courte, 26 min)
- 1999 : Et la lumière fut (documentaire, 26 min[10])
- 2000 : Val Nord, fragment de banlieue (documentaire, 25 min)
- 2000 : Marseille, Marseilles
- 2001 : Marinette ou la Liberté
- 2001 : Tjibaou ou le Rêve d'indépendance
- 2001 : Henri Curiel, itinéraire d'un combattant de la liberté (documentaire, 55 min)
- 2003 : Retour sur l'île Seguin (documentaire, 52 min)
- 2003 : Célébration Kanak
- 2004 : La Commune de Paris, 1871 (documentaire, 52 min)
- 2005 : L'Imprimerie nationale pour mémoire
- 2006 : Gérald Bloncourt, regard haïtien (documentaire, 52 min)
- 2006 : Le Voyage d'Albert Kahn
- 2007 : 24 heures de la vie du bus
- 2008 : Retour sur Ouvéa
- 2009 : Antillais d'ici
- 2009 : Maroc, terre de partage ou le voyage solidaire
- 2010 : La Délégation ou le Voyage en Kanaky
- 2011 : Les Algériens de Marseille (documentaire, 60 min)
- 2011 : Didar Fawzi, une femme debout
- 2011 : Monique Hervo. Nanterre 1961
- 2011 : A propos d' "Octobre" : préface au film Octobre à Paris de Jacques Panijel (documentaire, 19 min)
- 2012 : La Moudjahida et le Parachutiste
- 2013 : Ancêtres kanak à Paris, avec Isabelle Leblic (documentaire, 47 min[11])
- 2013 : Burkina Faso, les chemins de la fraternité
- 2013 : Il y a trente ans la marche contre le racisme et pour l'égalité
- 2014 : Les Poilus d'ailleurs (documentaire, version longue, 52 min)
- 2014 : La Tête d'Ataï (documentaire, 52 minutes)
- 2017 : Les n'autres - De Calais à Candale (documentaire, 52 min)
- 2018 : Jean-Jacques de Félice, la passion de la justice (52 min)

Séries
- 1994 : Histoire des villes nouvelles (documentaire, 3x52 min)
- 1997 : Un siècle d'immigration en France (documentaire, 3x52 min)
- 2008 : En finir avec la guerre (documentaire, 3x52 min[12])

## Prix et récompenses
- 1995 : Grand prix du meilleur film documentaire au Festival du film historique de Rueil-Malmaison pour Les Massacres de Sétif, un certain 8 mai 1945[13]
- 2010 : Étoile de la SCAM pour En finir avec la guerre[12]